# 탄금중학교
탄금중학교(彈琴中學校)는 대한민국 충청북도 충주시 칠금동에 있는 공립 중학교이다.

## 학교 연혁
- 2001년 9월 1일 : 학교설립 인가
- 2003년 3월 1일 : 초대 정태국 교장 부임
- 2003년 3월 6일 : 개교
- 2003년 3월 6일 : 신입생 320명 입학
- 2003년 4월 16일 : 개교기념식 거행(개교기념일), 교가 제정
- 2009년 7월 1일 : 창의경영학교(사교육비절감형) 지정
- 2017년 1월 1일 : 소프트웨어 교실 선도학교
- 2017년 10월 31일 : 탄금중학교 옥상정원 조성
- 2024년 1월 5일 : 제19회 졸업생 167명 졸업(총 4,556명)
- 2024년 3월 4일 : 신입생 166명 입학
- 2024년 9월 1일 : 제13대 이점자 교장 부임

## 참고 자료
- 탄금중학교 - 한국교육학술정보원 학교알리미